# Гесселиус, Брита София
Брита София Гесселиус (швед. Brita Sofia Hesselius, 1801—1866) — шведский фотограф, первая в Швеции женщина-фотограф.

## Биография
Брита София родилась в 1801 году в Вермланде. Её отцом был старший инспектор Улоф Гесселиус и Анна Катарина Роман.
В 1845 году Брита переехала из Стокгольма в Карлстад, где она в 1845—1853 годах управляла школой для девочек из обеспеченных семей, и там в дополнение к обычным школьным предметам преподавались рисование, живопись и родной язык. Одновременно с преподавательской деятельностью Брита работала в мастерской дагерротипии. Тем самым она оказалась первой шведкой-профессиональным фотографом, то есть ещё до Гедвиги Сёдерстрём, в 1857 году открывшей первую фотостудию в Стокгольме, и которой, как считалось, принадлежит приоритет, и до Мари Киннберг, в 1851 году в Гётеборге делавшей фотографии в качестве ассистента и ученика Бендиксена и Адольфа Мейера. Она оказалась второй женщиной-фотографом в мире — первой была Берта Бекманн из Германии, освоившая это искусство в 1841 году всего за два года до Бриты. Её фотостудия размещалась в доме Рюстедта.
Кроме фотографии Брита также занималась живописью — на заказ писала маслом портреты.
В 1853 году Брита со своей фотостудией переехала из Карлстада в Стокгольм. Впоследствии она уехала во Францию и в 1866 году умерла в Ментоне.